# Making Monsters
Making Monster è il quinto album della band  aggrotech norvegese dei Combichrist. È stato pubblicato nel 2010 in CD, CD/DVD, doppio album e download digitale.

## Tracce
1. Declamation – 1:55
2. Follow the Trail of Blood (feat. Brandan Schieppati dei Bleeding Through) – 5:17
3. Never Surrender – 4:49
4. Throat Full of Glass – 4:47
5. Fuckmachine – 5:15
6. Forgotten – 4:09
7. Just Like Me – 5:10
8. Slave to Machine – 4:25
9. Through These Eyes of Pain – 4:13
10. Monster:Murder:Kill – 5:49
11. They – 6:21
12. Reclamation – 4:32